# 3996 Fugaku
3996 Fugaku este un asteroid din centura principală, descoperit pe 5 decembrie 1988 de Masaru Arai și Hiroshi Mori.